# 厦门中非世野野生动物园
厦门中非世野野生动物园，通称中非世野野生动物园，位于厦门市翔安区内厝镇狮头山，是一座民营野生动物园，其前身为2001年1月开园的厦门海沧野生动物园。2016年，海沧野生动物园因长期未向海沧台商区管委会按时提交租金被判搬迁。2017年，动物园迁至翔安现址，并改名为厦门中非世野野生动物园。

## 歷史

### 海沧野生动物园时期
1999年7月2日，厦门市规划管理局发布《厦门市海沧野生动物园修建性详细规划》，计划在“海沧岩山北麓，角篙路东段的南侧”开设一家面积18公顷，涵盖车行观赏区、人行观赏区、商业服务区、度假别墅区的“复合性主题公园”。
2000年4月12日，厦门虎之林实业有限公司同海沧台商投资区管委会签订《国有土地使用权有偿租赁合同书》，承租位于海沧污水处理厂西侧、角嵩路东段南侧的地块，土地面积为179996.29平方米。
2000年建园初期，虎之林公司因资金短缺，其管理层将海沧野生动物园96%的股份抵押借款，并约定于2001年4月偿还借款
2001年1月11日,厦门海沧野生动物园正式开园，其系福建省首家野生动物园。2001年1月至2002年10月，该动物园累计接待游客35万余人次，其中2001年度的收入更是接近八百万人民币。
2003年，受非典疫情影响，海沧野生动物园的游客骤降，收入锐减，陷入入不敷出的困境。当时动物园饲养的动物种类包括东北虎、非洲狮、犀牛与丹顶鹤等近百种动物，其中食草动物2500余只，肉食动物100余只。仅动物饲养一项，日均饲料费、医疗费、消毒费等支出便高达七千多人民币。
2004年6月29日，海沧野生动物园被评为厦门市十大科普基地。
截至2005年5月30日，海沧野生动物园濒临倒闭，其员工亦被拖欠了近两年的工资。由于原经营方无力偿还借款，只能以海沧野生动物园抵债，转让给厦门七彩谷实业有限公司经营。七彩谷公司接管后，虽然结清了拖欠的工资，却仍未扭转动物园的经营困境。2006年4月30日，动物园方面接到有关部门的拆迁通知，七彩谷公司被迫改变经营策略，转向预备搬迁与勉强维持的阶段。2007年4月11日，海沧区台商投资管委会主任、海沧区区长林国耀主持召开管委会、区政府第4次常务会议，讨论海沧野生动物园的搬迁工作。
2014年11月，海沧野生动物园被批准加入世界动物园和水族馆联合会(WAZA).据公益组织“拯救表演动物”项目（隶属于中国绿发会濒危物种专项基金）的文字介绍，中国大陆仅有海沧野生动物园与长隆野生动物世界加入过该组织，而在2019年11月长隆野生动物世界加入WAZA前，海沧野生动物园是中国大陆唯一一家加入WAZA的动物园。

### 中非世野野生动物园时期
2009年8月，周玉威经营的七彩谷公司与翔安区政府签订协议，拟将海沧野生动物园搬迁至翔安区内厝镇东烧尾村。2010年9月，周玉威等人注册成立厦门中非世野旅游开发有限公司，着手办理动物园的用地手续。
2012年11月22日，中非旅游公司与翔安区内厝镇黄厝村委会签订《山林及果林地承包经营合同》，承包该村集体地块650亩；同年12月12日，福建省林业厅审核同意翔安动物园一期工程建设项目使用翔安区集体林地9.4808公顷，并要求其依法办理永久用地审批手续与林木采伐许可证。
2014年10月，中非旅游公司聘请施工队，开始建造动物园园区。后因用地审批手续未完成，动物园建设项目暂停，中非旅游公司也因股东退股而未再开展业务。2015年7月10日，周玉威注册成立中非世野动物园公司，并担任董事长，其子李坤达任公司法人。
中非世野动物园公司成立后，其未经林业部门审批，便于2016年重启动物园建设工程，建设动物笼舍、假山水池、表演台、办公房舍等建筑设施，并开始驯养动物、经营动物园项目。
2017年8月2日，厦门市森林公安局对中非世野动物园公司非法占用农用地一案立案侦查；同年9月18日，周玉威向公安机关自首。
2018年，中非世野动物园公司委托厦门绿盟生态科技有限公司进行复绿造林作业设计，计划由中非世野动物园公司投资8.1379万元，于厦门市翔安区内厝镇黄厝村内人工造林。周玉威出具保证书，承诺其将按照上述计划造林，自愿向法院缴纳补植复绿保证金8.1379万元。
2019年1月18日，同安区人民法院判决中非世野动物园公司犯非法占用农用地罪，判处罚金20万元；周玉威犯非法占用农用地罪，判处罚金10万元。

## 饲养动物
中非世野野生动物园内饲养有亚洲黑熊、豚尾猴、亚达伯拉象龟、羊驼、孟加拉白虎、东北虎、湾鳄等动物。

## 爭議

### 未办理环境影响评价审批
2019年，厦门市翔安生态环境局发现动物园尚未办理环境影响评价审批，作出罚款2万4千人民币元的行政处罚

### 小河事件
2023年10月10日，北京市昌平区多元智能环境研究所在其微信公众号上发布消息称向厦门中非世野野生动物园有限公司发起环境保护民事公益诉讼，该诉讼于10月7日由厦门市中级人民法院受理。
诉讼状中，环境研究所提出6条诉讼请求，除了要求中非世野野生动物园公司停止虐待动物、采取符合动物习性的饲养方式，还提及中非世野动物园公司至今尚未编制环境影响评价报告，还提及中非世野动物园公司至今尚未编制环境影响评价报告，此前曾因非法占地、违法建设受到处罚等。。